# کیو سامورایی
کیو سامورایی (انگلیسی: Samurai Deeper Kyo)، (به ژاپنی: サムライ ディーパー キョウ Samurai Dīpā Kyō) عنوان یک مجموعه مانگا ژاپنی است که توسط آکیمینه کامیجیو نوشته و مصورسازی شده است. این مجموعه به تعداد ۳۸ جلد تانکوبون توسط انتشارات کودانشا از ۱۵ اکتبر ۱۹۹۹ تا ۱۰ مه ۲۰۰۶ در هفته‌نامه شونن کودانشا به چاپ می‌رسید. یک مجموعه تلویزیونی انیمه ۲۶ قسمتی نیز بر پایه نسخه مانگا و به کارگردانی جونجی نیشیمورا توسط استودیو دین دستمایه اقتباس قرار گرفت که از ۱ ژوئیه ۲۰۰۲ تا ۲۳ دسامبر ۲۰۰۲ در شبکهٔ تی‌وی توکیو پخش شد.